# Mońki
Mońki is een stad in het Poolse woiwodschap Podlachië, gelegen in de powiat Moniecki. De oppervlakte bedraagt 7,66 km², het inwonertal 10.560 (2005).

## Verkeer en vervoer
- Station Mońki